# Gerhard Fuchs (Historiker)
Gerhard Franz Fuchs (* 30. Juni 1928 in Bleistadt; † 3. April 2023) war ein deutscher Historiker.
Gerhard Fuchs stammte aus einer deutsch-tschechischen Familie und wurde zunächst Hitlerjunge und später Flakhelfer. Im Herbst 1946 wurde seine Familie nach Sachsen ausgesiedelt. Hier war er zunächst als Hilfsarbeiter tätig und erhielt dann durch die Bildungspolitik der Sowjetischen Besatzungszone die Möglichkeit, in Halle durch die Teilnahme am Volksstudenten-Programm nachträglich das Abitur zu machen und im Anschluss mit verschiedenen Stipendien zu studieren. Seine Abschlussarbeit schrieb er zur Geschichte der Reformation, befasste sich dann aber als Assistent von Leo Stern vorwiegend mit Zeitgeschichte. Seine Doktorarbeit verfasste er über „Tschechische und Deutsche Antifaschisten in der CSR“.

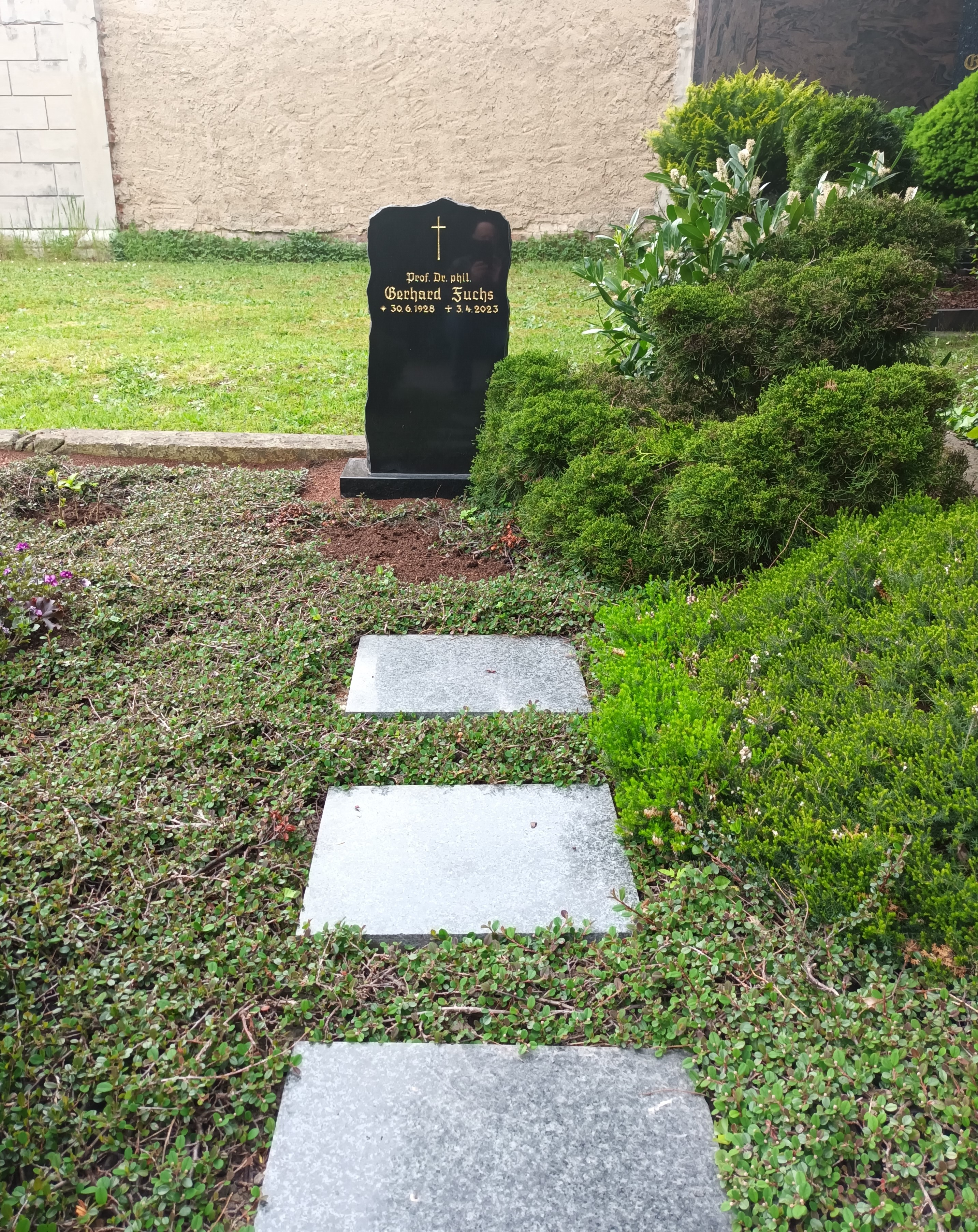
Grabstätte Gerhard Fuchs

Nach seiner Promotion B erhielt er 1976 eine Professur an der Universität Leipzig und war in den folgenden Jahren maßgeblich an der Osteuropaforschung der DDR in seinem Fachgebiet Osteuropäische Geschichte, speziell die der „Geschichte der sozialistischen Länder Europas“, beteiligt.
Seit der Emeritierung 1991 war Fuchs im Ruhestand als freiberuflicher Historiker und Publizist tätig. Seine Grabstätte befindet sich auf dem Evangelischen Friedhof Leipzig-Connewitz.

## Schriften
- Gegen Hitler und Henlein. Der solidarische Kampf tschechischer und deutscher Antifaschisten von 1933 bis 1938 (= Schriftenreihe der Kommission der Historiker der DDR und der ČSSR. Band 4, ZDB-ID 1074617-1). Rütten & Loening, Berlin 1961.
- Ein Sechsstaatenbürger. 2 Bände in 3 Teilen. Leipziger Universitäts-Verlag, Leipzig 1998–2007.
  - Band 1: Jugend in Böhmen. Leipziger Universitätsverlag, Leipzig 1998, ISBN 3-933240-19-0.
  - Band 2, Teil 1: Erwachsen in Sachsen. Neubeginn. (1946–1953). 2001, ISBN 3-934565-91-3.
  - Band 2, Teil 2: Als deutscher Historiker mit Böhmen verbunden. (1953–2006). 2007, ISBN 978-3-86583-161-3 (Rezension).